# Juan Carlos Rodríguez
Juan Carlos Rodríguez Moreno, noto come Juan Carlos (Puente Castro, 19 gennaio 1965), è un ex calciatore spagnolo, di ruolo difensore.

## Carriera

### Club
Dopo aver militato nelle giovanili del Puente Castro (squadra della città di Leon) passa poi al settore giovanile del Real Valladolid, esordì con la prima squadra nel 1984. Dal 1987 giocò con Atlético Madrid, Barcellona, Valencia e nuovamente Real Valladolid. Fu nel Barcellona del Dream Team allenato da Johan Cruyff, in cui militò per tre stagioni, che conseguì i maggiori successi: tre titoli nazionali consecutivi e la Coppa dei Campioni 1991-1992, competizione in cui giocò da titolare per intero la finale contro la Sampdoria.

### Nazionale
Con la Nazionale spagnola scese in campo in una circostanza, il 17 aprile 1991 in Spagna-Romania (0-2) a Cáceres.

## Palmarès
- Coppa della Liga: 1

Real Valladolid: 1983-1984
- Coppa di Spagna: 1

Atlético Madrid: 1990-1991
- Supercoppa di Spagna: 2

Barcellona: 1991, 1992
- Campionato spagnolo: 3

Barcellona: 1991-1992, 1992-1993, 1993-1994
- UEFA Champions League: 1

Barcellona: 1991-1992
- Supercoppa UEFA: 1

Barcellona: 1992